# Lymantria micans
Lymantria micans este o specie de molii din genul Lymantria, familia Lymantriidae, descrisă de Felder 1874 Conform Catalogue of Life specia Lymantria micans nu are subspecii cunoscute.